# Polystichum mengziense
Polystichum mengziense är en träjonväxtart som beskrevs av Li Bing Zhang. Polystichum mengziense ingår i släktet Polystichum och familjen Dryopteridaceae. Inga underarter finns listade.